# Список президентів Чехії
Список президентів Чехії — список глав Чеської Республіки починаючи з 2 лютого 1993 року.
| №  | Фото           | Ім'я         | Початок правління | Кінець правління                                 | Днів на посаді | Подробиці                                        | Номінант                                  | Партія                           | Прем'єр міністр |
| -- | -------------- | ------------ | ----------------- | ------------------------------------------------ | -------------- | ------------------------------------------------ | ----------------------------------------- | -------------------------------- | --- |
| 1. |                | Вацлав Гавел | 2 лютого 1993     | 2 лютого 1998                                    | 3652           | обраний 26 січня 1993 палатою депутатів          | урядова коаліція                          | Безпартійний                     | Вацлав Клаус (1993–1997) Йозеф Тошовський (1997–1998) Мілош Земан (1998–2002) Владімір Шпідла (2002–2004)                                                 |
| 1. | 2 лютого 1998  | Вацлав Гавел | 2 лютого 2003     | обраний 20 січня 1998 обома палатами парламенту  | 3652           | урядова коаліція                                 |                                           | Безпартійний                     | Вацлав Клаус (1993–1997) Йозеф Тошовський (1997–1998) Мілош Земан (1998–2002) Владімір Шпідла (2002–2004)                                                 |
| 2. |                | Вацлав Клаус | 7 березня 2003    | 7 березня 2008                                   | 3653           | обраний 28 лютого 2003 обома палатами парламенту | Громадянська демократична партія          | Безпартійний                     | Владімір Шпідла (2002–2004) Станіслав Ґросс (2004–2005) Їржі Пароубек (2005–2006) Мірек Тополанек (2006–2009) Ян Фішер (2009–2010) Петр Нечас (2010–2013) |
| 2. | 7 березня 2008 | Вацлав Клаус | 7 березня 2013    | обраний 15 лютого 2003 обома палатами парламенту | 3653           | Громадянська демократична партія                 |                                           | Безпартійний                     | Владімір Шпідла (2002–2004) Станіслав Ґросс (2004–2005) Їржі Пароубек (2005–2006) Мірек Тополанек (2006–2009) Ян Фішер (2009–2010) Петр Нечас (2010–2013) |
| 3. |                | Мілош Земан  | 8 березня 2013    | 8 березня 2018                                   | 4426           | обраний 25 та 26 січня 2013 в прямих виборах     | Вратислав Минарж та 82 856 громадян Чехії | Партія Прав Громадян (Земановці) | Петр Нечас (2010–2013) Їржі Руснок (2013–2014) Богуслав Соботка (2014–2017) Андрей Бабіш (2017–2021) Петр Фіала (2021–)                                   |
| 3. | 8 березня 2018 | Мілош Земан  | 8 березня 2023    | обраний 26 та 27 січня 2018 в прямих виборах     | 4426           | Івана Земанова та 103 817 громадян Чехії         |                                           | Партія Прав Громадян (Земановці) | Петр Нечас (2010–2013) Їржі Руснок (2013–2014) Богуслав Соботка (2014–2017) Андрей Бабіш (2017–2021) Петр Фіала (2021–)                                   |
| 4. |                | Петр Павел   | 9 березня 2023    | термін повноважень закінчується 9 березня 2028   | 0              | обраний 27 та 28 січня 2023 в прямих виборах     | Томаш Кулганек та 81 083 громадян Чехії   | Безпартійний                     | Петр Фіала (2021–) |

Прем'єр-міністр і спікер парламенту, які виконували обов'язки президента:
- Вацлав Клаус і Мілан Ухде (1993)
- Володимир Шпідла та Любомир Заоралек (2003)